# Elmenhorst/Lichtenhagen
Elmenhorst/Lichtenhagen ist eine Gemeinde im Landkreis Rostock in Mecklenburg-Vorpommern (Deutschland). Sie wird vom Amt Warnow-West mit Sitz in der Gemeinde Kritzmow verwaltet.

## Geografie

### Geografische Lage
Die Gemeinde Elmenhorst/Lichtenhagen liegt im Gebiet des „Hägerortes“ zwischen der unteren Warnow und Bad Doberan in unmittelbarer Nähe zur Ostseeküste. Zum Gemeindegebiet gehört ein fast ein Kilometer langes Landschaftsschutzgebiet direkt an der Steilküste der Stoltera.
Umgeben wird Elmenhorst/Lichtenhagen von den Rostocker Ortsteilen Diedrichshagen im Nordosten, Lichtenhagen und Lütten Klein im Osten, Evershagen im Südosten sowie von den Gemeinden Admannshagen-Bargeshagen im Südwesten und Nienhagen im Westen.

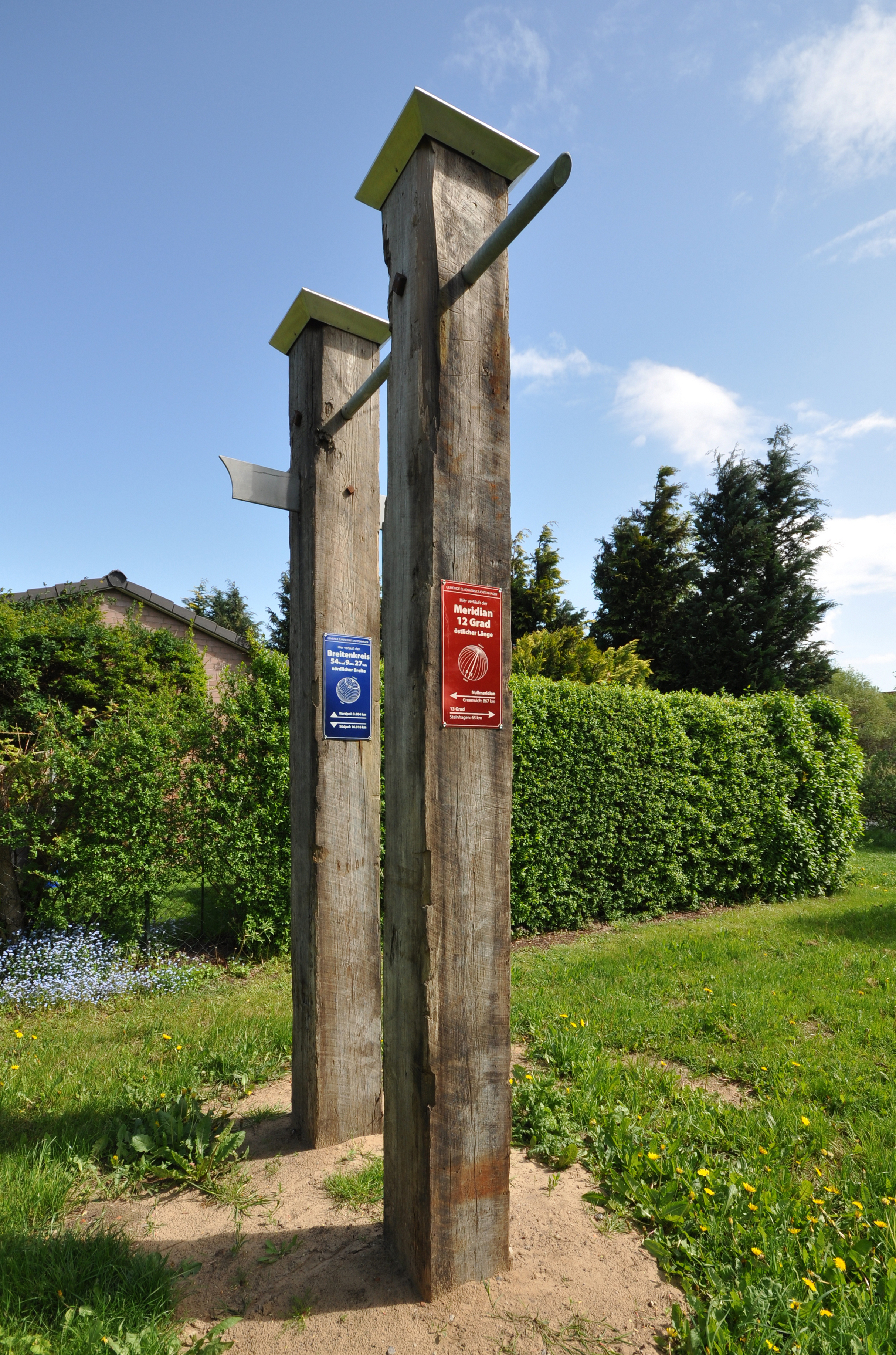
Meridian-Breitenkreis-Markierung Elmenhorst

### Gemeindegliederung
Die Gemeinde besteht aus den Orten Elmenhorst und Lichtenhagen.

## Geschichte
Der Zusammenschluss der beiden Ortsteile zur Gemeinde Elmenhorst fand 1960 statt. Der Ortsname wurde am 14. Januar 1992 in Elmenhorst/Lichtenhagen geändert.
Von 1952 bis 1994 gehörte die Gemeinde zum Kreis Rostock-Land (bis 1990 im DDR-Bezirk Rostock, 1990–1994 im Land Mecklenburg-Vorpommern). 1994 wurde sie in den Landkreis Bad Doberan eingegliedert. Seit der Kreisgebietsreform 2011 liegt sie im Landkreis Rostock.
Elmenhorst
Das langgezogene Straßendorf Elmenhorst wurde 1328 erstmals urkundlich erwähnt.
Lichtenhagen
Das Angerdorf Lichtenhagen wurde 1264 durch die Benennung eines Kirchherrn Burchard erstmals urkundlich erwähnt, die Kirche Lychtenhagen erstmals 1319. Der Bau der Kirche hat bereits früher stattgefunden. Der Dorfname weist auf eine deutsche Gründung hin und bedeutet so viel wie „lichte Stelle im Wald“. Die Endung -hagen weist auf eine frühere Rodung mit Umzäunung, vermutlich durch Hecken, hin.
In der zweiten Hälfte des 15. Jahrhunderts gehört das Dorf einem Nikolaus Hasenkop und seinen Söhnen Hermann und Nikolaus. Ein Zweig der Familie von Schnakenburg, die bis 1359 das Dorf und heutigen Rostocker Ortsteil Diedrichshagen besaß, war ebenfalls hier ansässig. Anfang des 14. Jahrhunderts gehörte Lichtenhagen der Familie von Gummern. Am 3. Januar 1505 veräußert die Witwe des letzten Besitzers, Klaus von Gummern, den Besitz der Lehnsgüter Lichtenhagen, Lambrechtshagen und Bliesekow an die Herzöge Balthasar und Heinrich V. Hans von Gummern, ein Neffe von Klaus, versuchte 1531 durch Klage bei den vereinten Landständen den Besitz zurückzufordern, unterlag aber. So blieb Lichtenhagen im herzöglichen Domanialverband.

## Bevölkerung
| Jahr | Einwohner |
| ---- | --------- |
| 1990 | 1178      |
| 1995 | 2617      |
| 2000 | 4210      |
| 2005 | 4237      |
| 2010 | 4196      |
| 2015 | 4039      |

| Jahr | Einwohner |
| ---- | --------- |
| 2020 | 4270      |
| 2021 | 4226      |
| 2022 | 4243      |
| 2023 | 4144      |

Stand: 31. Dezember des jeweiligen Jahres
Entgegen dem allgemeinen Trend in Mecklenburg-Vorpommern hat sich die Einwohnerzahl seit 1990 fast vervierfacht, was auf die Nähe zu Rostock und den Zugang zur Küste zurückzuführen ist.

## Politik

### Gemeindevertretung
Die Gemeindevertretung von Elmenhorst/Lichtenhagen besteht aus 14 Mitgliedern. Die Kommunalwahl am 9. Juni 2024 führte bei einer Wahlbeteiligung von 74,3 % zu folgendem Ergebnis:
| Partei / Wählergruppe   | Stimmenanteil 2019 | Sitze 2019 |  | Stimmenanteil 2024 | Sitze 2024 |
| ----------------------- | ------------------ | ---------- |  | ------------------ | ---------- |
| Wählergruppe „Das Dorf“ | 34,2 %             | 5          |  | 40,7 %             | 6          |
| Bürger für Bürger (BfB) | –                  | –          |  | 21,5 %             | 3          |
| CDU                     | 35,7 %             | 5          |  | 16,3 %             | 2          |
| FDP                     | 12,6 %             | 2          |  | 08,0 %             | 1          |
| Die Linke               | 12,2 %             | 1          |  | 07,1 %             | 1          |
| SPD                     | 05,3 %             | 1          |  | 06,5 %             | 1          |
| Insgesamt               | 100 %              | 14         |  | 100 %              | 14         |

### Bürgermeister
- 2002–2019: Horst Harbrecht (CDU)[6]
- seit 2019: Uwe Barten (parteilos)

Barten wurde in der Bürgermeisterstichwahl am 16. Juni 2019 mit 86,8 % der gültigen Stimmen gewählt. Bei der Bürgermeisterwahl am 9. Juni 2024 wurde er mit 60,4 % der gültigen Stimmen in seinem Amt bestätigt. Seine Amtsdauer beträgt fünf Jahre.

### Wappen
Das Wappen wurde am 17. September 1993 durch das Innenministerium genehmigt und unter der Nr. 59 der Wappenrolle von Mecklenburg-Vorpommern registriert.
Blasonierung: „Gespalten; vorn in Gold und hinten in Blau je eine Front einer Galerieholländerwindmühle in verwechselten Farben.“
Das Wappen wurde vom Wismarer Roland Bornschein gestaltet.

## Sehenswürdigkeiten

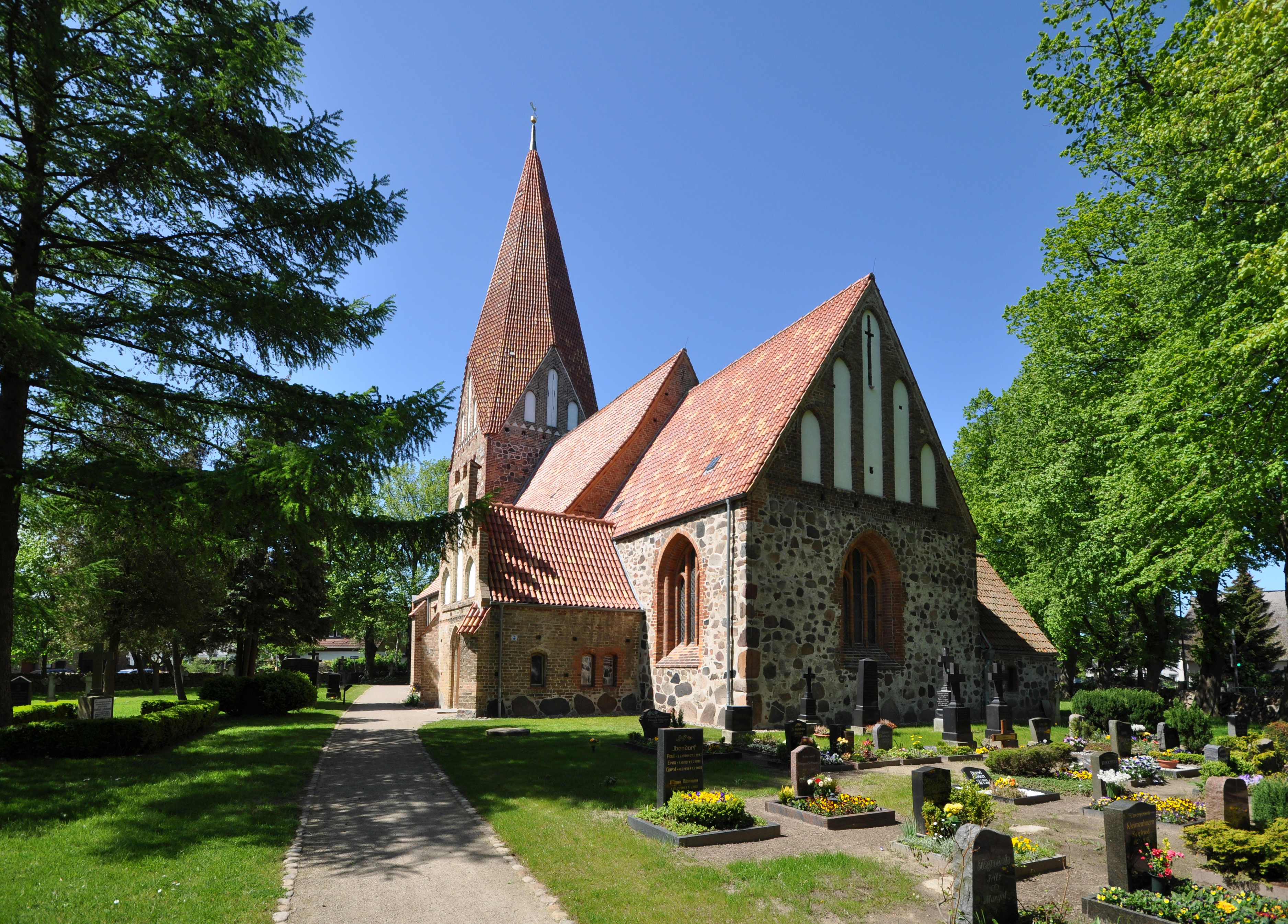
Kirche im Dorf Lichtenhagen

- Dorfkirche Lichtenhagen aus zum Großteil unbehauenen Findlingen, stammt aus der Zeit des Übergangs von der Romanik zur Gotik, entstand zu verschiedenen Zeiten durch mehrere Umbauten. Der Chor aus dem 13. Jahrhundert ist der älteste Teil der Kirche.
- Dorfkern Lichtenhagen mit schilfrohrgedeckten Bauernhäusern (niederdeutsche Hallenhäuser)
- Der Findlingsgarten Lichtenhagen wurde im September 2008 eröffnet. Er erstreckt sich über fünf Bereiche im Ortskern von Lichtenhagen. Ausschließlich Steine, die aus dem Gebiet der Gemeinde stammen, wurden verwendet. Ein Teil der Findlinge wurden in Form von Sternbildern ausgelegt. In den Grünanlagen wurden alte Obstsorten, früchtetragende Gehölze, alte Gehölzarten, Solitärsträucher und zu den Sternbildern passende Stauden gepflanzt.[10]
- Zwei Holländerwindmühlen (1836 und 1879 erbaut), in der 1836 erbauten Mühle lebt und arbeitet der Künstler Feliks Büttner
- Meridian-Breitenkreis-Markierung zur Kennzeichnung des 12. Grades östlicher Länge, der durch Elmenhorst verläuft

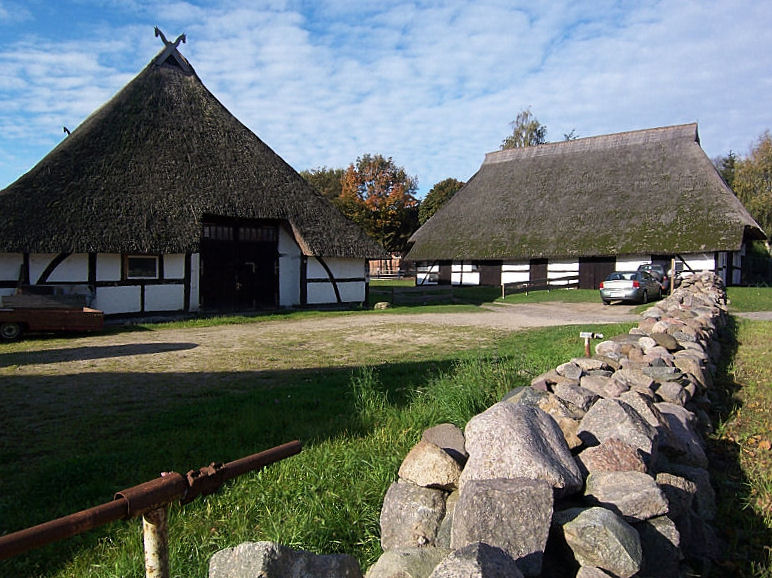
Historischer Bauernhof
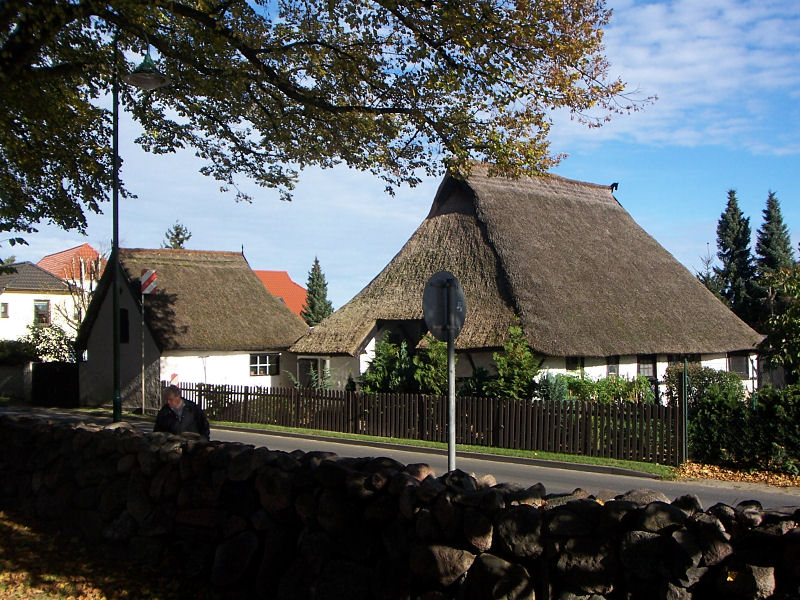
Historisches Bauernhaus
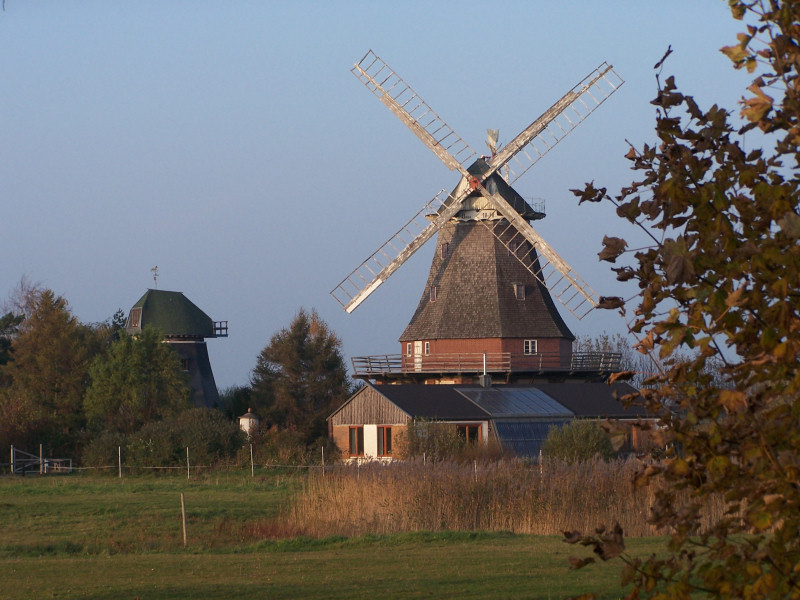
Galerieholländer
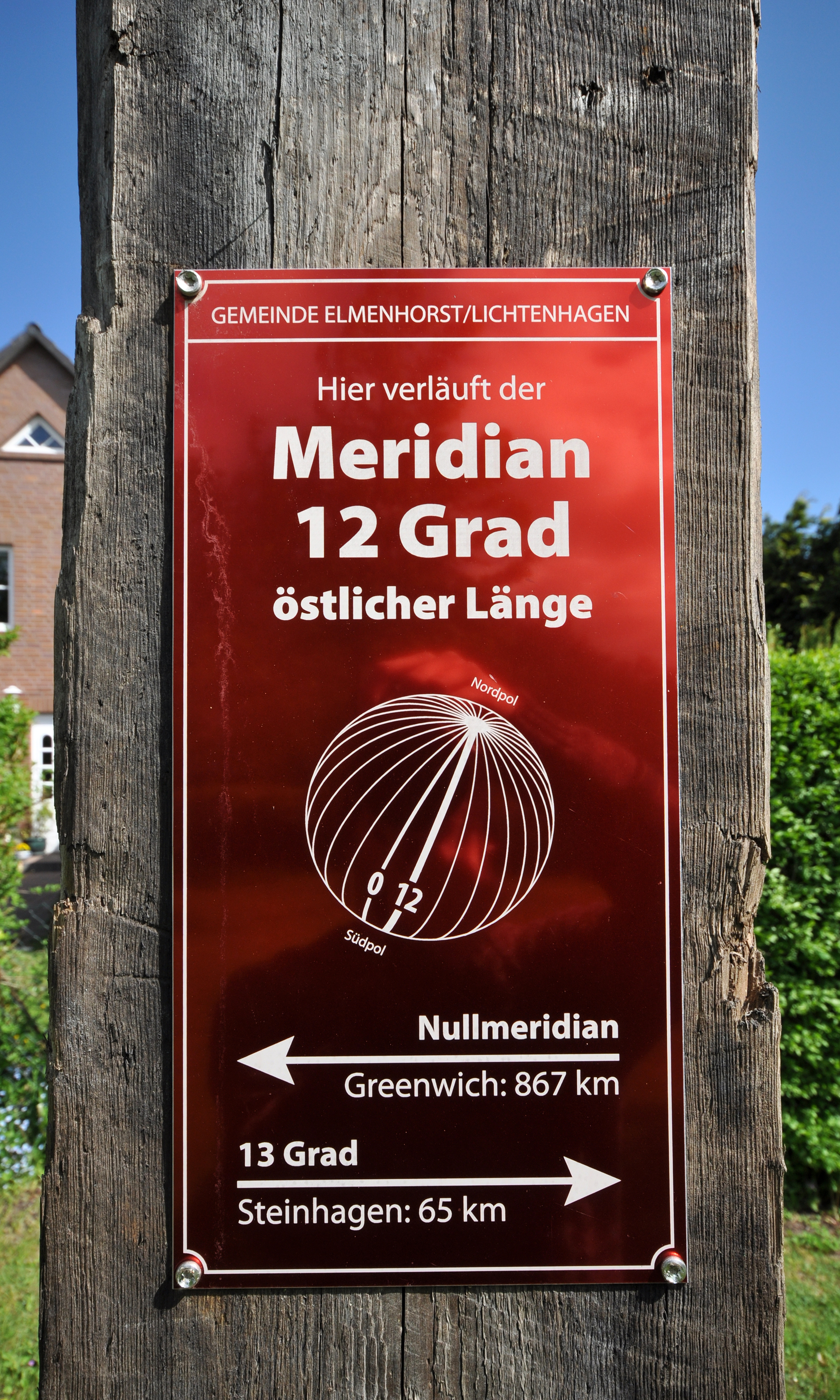
Meridian-Plakette
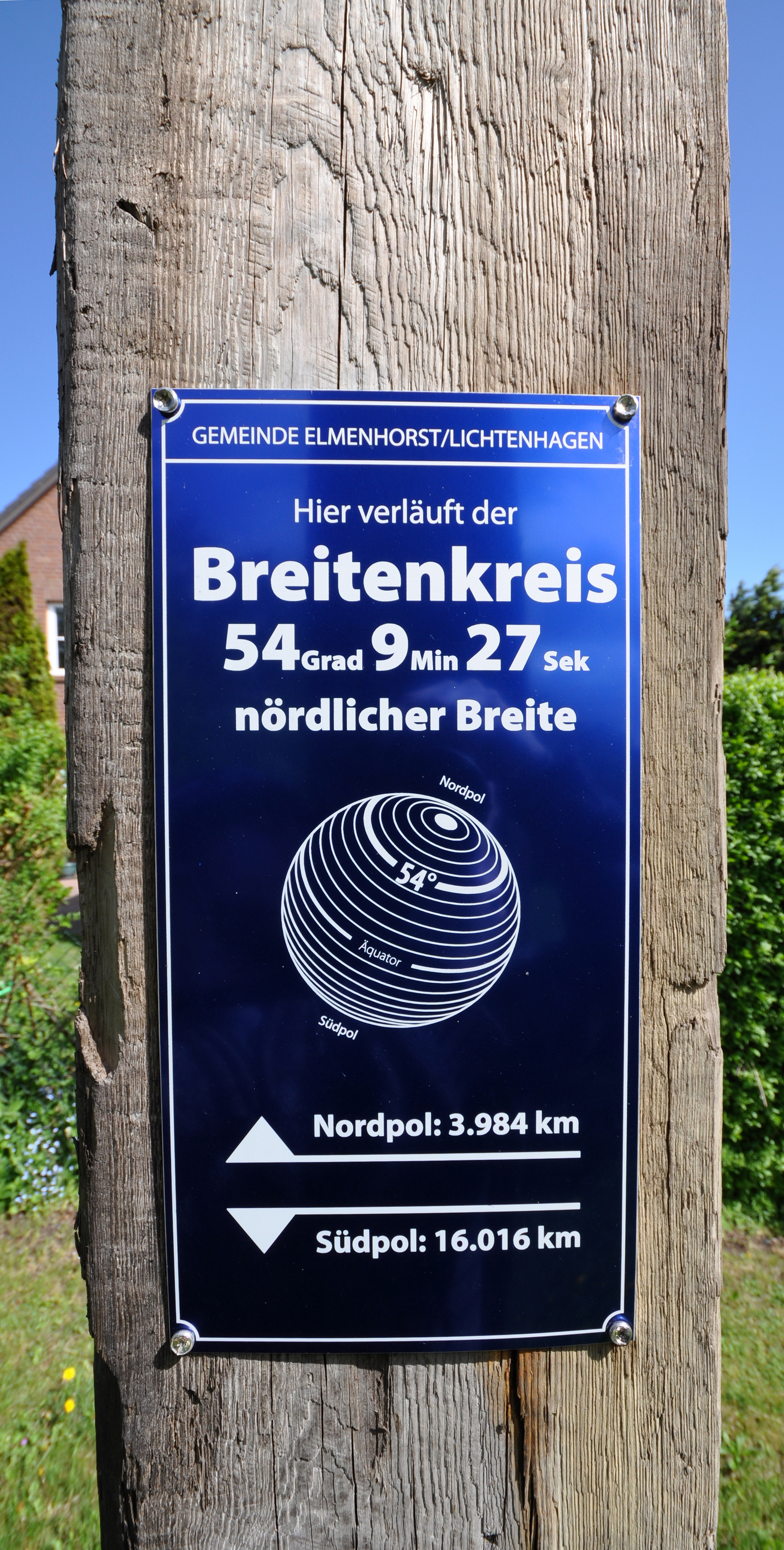
Breitenkreis-Plakette
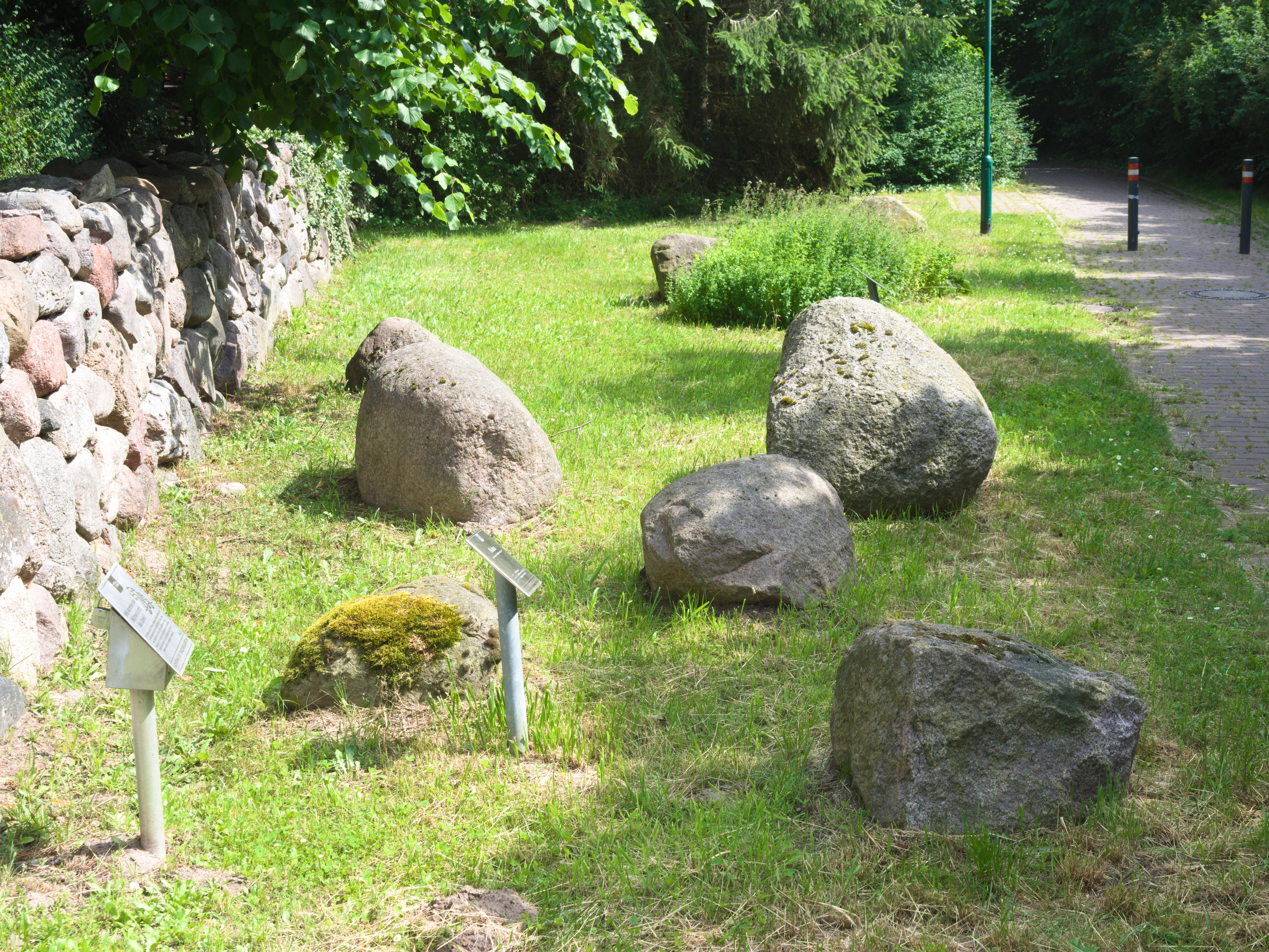
Sternbild Schlange

## Wirtschaft und Infrastruktur

### Unternehmen
Die Wirtschaft des Ortes ist geprägt von der Nähe zur Ostsee und dem damit verbundenen Fremdenverkehr. Die Sonnländer Getränke GmbH mit der regionalen Marke „Elmenhorster“ betreibt in unmittelbarer Nähe Anlagen zur Saftgewinnung sowie dessen Aufbereitung und Abfüllung.

### Verkehr
Elmenhorst/Lichtenhagen liegt an der Landesstraße L 12 zwischen Bad Doberan und Rostock-Warnemünde. Die Kreisstraße K 10 verbindet die Orte mit der Bundesstraße B 103 zwischen Warnemünde im Norden und der Anschlussstelle Rostock-West an der A 20 (Lübeck–Dreieck Uckermark) im Süden.
Der nächstgelegene Bahnhof ist Rostock-Lütten Klein an der Bahnstrecke Rostock Hbf–Warnemünde. Er wird von den S-Bahn-Linien S1, S 2 und S3 der Rostocker S-Bahn bedient.

## Persönlichkeiten
- Cordula Wöhler (1845–1916), Tochter des Lichtenhäger evangelischen Pfarrers Wilhelm Wöhler, wurde in der Dorfkirche Lichtenhagen durch die mittelalterliche Pietà inspiriert und dichtete in Lichtenhagen 1870 das Marienlied Segne du, Maria, das sich in der katholischen Welt bis heute großer Beliebtheit erfreut.
- Joachim Masuch (* 1950), langjähriger Präsident der Landesfußballverbandes, lebt in Elmenhorst